# Мойра (Нью-Йорк)
Мойра (англ. Moira) — місто (англ. town) в США, в окрузі Франклін штату Нью-Йорк. Населення — 2916 осіб (2020).

## Демографія
Згідно з переписом 2010 року, у місті мешкали 2934 особи в 1200 домогосподарствах у складі 781 родини. Було 1342 помешкання
Расовий склад населення:
| - 97,5 % — білих - 1,2 % — корінних американців - 0,6 % — азіатів |

До двох чи більше рас належало 0,6 %. Частка іспаномовних становила 0,6 % від усіх жителів.
За віковим діапазоном населення розподілялося таким чином: 25,0 % — особи молодші 18 років, 61,0 % — особи у віці 18—64 років, 14,0 % — особи у віці 65 років та старші. Медіана віку мешканця становила 39,0 року. На 100 осіб жіночої статі у місті припадало 96,5 чоловіків;  на 100 жінок у віці від 18 років та старших — 92,1 чоловіків також старших 18 років.
Середній дохід на одне домашнє господарство  становив 72 334 долари США (медіана — 53 750), а середній дохід на одну сім'ю — 75 175 доларів (медіана — 64 085). Медіана доходів становила 41 635 доларів для чоловіків та 36 402 долари для жінок. За межею бідності перебувало 24,9 % осіб, у тому числі 45,8 % дітей у віці до 18 років та 2,7 % осіб у віці 65 років та старших.
Цивільне працевлаштоване населення становило 1145 осіб. Основні галузі зайнятості: освіта, охорона здоров'я та соціальна допомога — 43,9 %, роздрібна торгівля — 12,1 %, публічна адміністрація — 11,2 %.